# Delia tschekanovskyi
Delia tschekanovskyi är en tvåvingeart som beskrevs av Judin 1976. Delia tschekanovskyi ingår i släktet Delia och familjen blomsterflugor. Inga underarter finns listade i Catalogue of Life.